# Windows 98
Windows 98 (kodenavn: Memphis) er et grafisk operativsystem, der blev udgivet d. 25. juni 1998 af Microsoft som efterfølger til Windows 95. Som dens forgænger er det et hybrid 16-bit/32-bit monolithic produkt baseret på MS-DOS.
Den første version er angivet med version nummer 4.10.1998, eller 4.10.1998A, hvis den er blevet opgraderet med en Security CD fra Microsoft. Windows 98 Second Edition (SE) er angivet med version nummer 4.10.2222A, eller 4.10.2222B, hvis den er blevet opgraderet med en Security CD fra Microsoft. Efterfølgeren til Windows 98 er Windows Me.

## Windows 98 Second Edition
Windows 98 Second Edition (eller blot Windows 98 SE) er en opdatering af Windows 98, udgivet d. 5. maj 1999. Den indeholder reparationer af en lang række mindre problemer, bedre understøttelse af USB, og en udskiftning af Internet Explorer 4.0 med den betydelig hurtigere Internet Explorer 5. Også inkluderet er Internet Connection Sharing, der tillader flere computere på et LAN netværk at deles på en enkelt Internet forbindelse ved hjælp af Network Address Translation. Andre funktioner i opdateringen er Microsoft NetMeeting 3.0 og integreret understøttelse af DVD-ROM drev. Det er dog ikke en gratis opdatering til Windows 98, men et stand alone-produkt. Dette kan give problemer hvis et program kræver Windows 98 SE, men brugeren kun ejer Windows 98. På Cd'en medfølger også en valgfri installation af Microsoft Plus! temaer til Windows 98.

## Nye driverstandarder
Windows 98 var det første operativsystem som brugte Windows Driver Model (WDM). Der blev dog ikke lagt meget vægt på at gøre denne information kendt, og de fleste hardwareproducenter fortsatte derfor med at udvikle drivere til den gamle driver-standard, VxD. Dette resulterede i en misforståelse, hvor folk troede at Windows 98 kun understøttede VxD drivere. WMD-standarden spredte sig nogle år efter dens udgivelse, mest gennem Windows 2000 og Windows XP, da disse systemer ikke er kompatible med den ældre VxD standard. Selv om hardwareproducenterne i dag ikke udvikler deres drivere specielt til Windows 98, vil drivere skrevet i WDM standarden stadig virke sammen med Windows 98-baserede systemer.

## Systemkrav
|                           | Minimum                                | Anbefalet                                        |
| ------------------------- | -------------------------------------- | ------------------------------------------------ |
| Processor                 | 486 DX2, 66 MHz                        | 486 DX2, 66 MHz eller mere                       |
| Hukommelse                | 16 MB RAM                              | 24 MB RAM eller mere                             |
| Skærmkort og skærm        | VGA eller højere opløsning             | Super VGA (16-bit/24-bit) eller højere opløsning |
| Ledig plads på harddisken | 500 MB                                 | 500 MB eller mere                                |
| Drev                      | Diskettedrev, og CD-ROM                | Diskettedrev, og CD-ROM eller bedre              |
| Enheder                   | Tastatur og mus                        | Tastatur og mus                                  |
| Andet                     | Lydkort, højttalere, og hovedtelefoner | Lydkort, højttalere, og hovedtelefoner           |

Både Windows 98 og Windows 98 SE kan have problemer med harddiske på over 32 Gigabyte (GB). Dette problem opstår kun med særlige Phoenix BIOS indstillinger. En software opdatering er dog blevet udgivet for at ordne dette problem.

## Pressedemonstration
Udgivelsen af Windows 98 skete med en bemærkelsesværdig presse demonstration på Comdex i April 1998. Microsoft CEO Bill Gates gjorde særligt opmærksom på hvor let det var at bruge, og for understøttelsen af Plug and Play (PnP) enheder. Da program manageren Chris Capossela indsatte en scanner i et forsøg på at installere den, skete der imidlertid det, at operativsystemet crashede og viste en "Blue Screen of Death".

## Udgaver
| Produktnavn               | Version    | Udgivelsesdato | Internet Explorer |
| ------------------------- | ---------- | -------------- | ----------------- |
| Windows 98                | 4.10.1998  | 25. juni 1998  | 4.0               |
| Windows 98 Second Edition | 4.10.2222A | 5. maj 1999    | 5.0               |

## Support
Microsoft planlagde at stoppe support af Windows 98 d. 16. januar 2004. Men da operativsystemet stadig var populært
(27% af Google's sidebesøg var af Windows 98 systemer i Oktober-November, 2003), valgte Microsoft at opretholde support til d. 11. juli 2006. Support af Windows Me sluttede også på denne dato.

## Ekstern henvisning
- Windows 98 Systemkrav (Eng)

| Operativsystem | Spire Denne artikel relateret til styresystemer er en spire som bør udbygges. Du er velkommen til at hjælpe Wikipedia ved at udvide den. |